# I975
L'i975 è un chipset Intel presentato il 27 dicembre 2005 per supportare i Pentium 4 Prescott e Pentium 4 EE su socket 775, i Pentium D e Pentium Extreme Edition Smithfield e Presler, oltre alla prima generazione di Core 2 Duo, basata su core Conroe.
Pochi mesi dopo la presentazione dell'i975, Intel ha presentato anche l'i965 (Broadwater) che offriva prestazioni leggermente inferiori a causa dell'assenza di alcune specifiche tecnologie che miglioravano la latenza di accesso alla memoria RAM e ai bus di sistema, ma a fronte di un costo d'acquisto decisamente più contenuto e quindi maggiormente interessante da parte dei produttori di motherboard che potevano così realizzare prodotti con maggior margine di profitto.
I due chipset sono stati i successori, rispettivamente, dell'i955 (Glenwood) e dell'i945 (Lakeport) presentati a metà 2005.

## Caratteristiche tecniche

Schema a blocchi del chipset i975X

A differenza di quanto accaduto fino alle serie precedenti, in cui il modello di punta era una versione potenziata di quella base, per l'i975 si è avuto un leggero cambio di tendenza. Esso è stato infatti presentato qualche mese prima dell'i965 e a causa di questo le sue caratteristiche sono più simili al precedente modello di punta, i955, che al "fratello minore" i965.
Tra le caratteristiche più importanti dell'i975 si può citare il supporto ai primi processori a 65 nm di Intel, quali i Pentium D Presler e i primi esponenti della nuova architettura Intel Core Microarchitecture, i Core 2 Duo Conroe, tutti basati sul Socket 775.
L'i975 ha offerto il supporto per 8 GB di memoria DDR2, estendendolo fino allo standard DDR2-800 (anche ECC) grazie al supporto per le estensioni EM64T integrate nelle CPU per la compatibilità con il codice a 64 bit, mentre il BUS era ancora quello fino a 1066 MHz introdotto con la variante i925XE del chipset i925 Alderwood (predecessore dell'i955, quindi vecchio di 2 generazioni). Per la prima volta in un chipset Intel, l'interfaccia di connessione con la scheda video poteva essere sia una singola PCI Express x16, oppure 2 slot PCI Express x8 elettrici, in modo da poter installare 2 schede video in parallelo, offrendo supporto alla tecnologia CrossFire di ATI Technologies; il chipset comunque offriva supporto per altre 6 linee PCI Express che potevano venire utilizzate dai produttori di motherboard a propria discrezione.
Essendo indirizzato soprattutto ai processori basati su architettura NetBurst, non mancava ovviamente il supporto alla tecnologia Hyper-Threading.
Il southbridge rimaneva però l'ICH7 nella sua variante "-R" (integrato anche nell'i955 e predecessore dell'ICH8 integrato invece nell'i965) che quindi consentiva ai produttori di schede madri di integrare fino a 8 porte USB 2.0. Era presente il supporto ad un unico canale PATA di tipo UltraATA 100 con supporto RAID alle modalità "0", "1", "5", "10", oltre alla cosiddetta modalità Intel Matrix. L'i975 offriva ancora 4 porte SATA del tipo SATA-300, teoricamente in grado di offrire un'ampiezza di banda doppia rispetto allo standard precedente.
Lo standard audio integrato è rimasto l'"High Definition Audio", chiamato da Intel con il nome in codice Azalia. La qualità era nettamente migliore rispetto a quella dello standard AC '97 e quindi anche un sistema con audio integrato poteva svolgere le funzioni di un impianto home theater. Per quanto riguarda la scheda di rete, ancora una volta il supporto era offerto attraverso lo standard PCI Express.
La comunicazione tra Northbridge e southbridge è ancora la cosiddetta Direct Media Interface ma è raddoppiata, passando da 1 GB/s a ben 2 GB/s.
Tra le caratteristiche che distinguevano l'i975 dall'i965 Broadwater, si possono ricordare alcune funzionalità mirate all'ottimizzazione delle prestazioni, come ad esempio la tecnologia Intel Memory Pipeline (Intel MPT), la tecnologia Intel Flex Memory, e infine la tecnologia Intel Active Management (Intel AMT).
Il consumo massimo era simile a quello dell'i965, e cioè pari a circa 19 W e, grazie a questo era alla base anche della prima generazione della piattaforma Intel VIIV per i sistemi da intrattenimento domestico basati su Windows Media Center. Abbinato al processore Pentium D Presler poi, costituiva la piattaforma vPro Averill.
L'unica versione disponibile era la seguente:
- i975X (dove la "X" sta per "Express").

## Il successore
L'i975 e la sua versione economica i965, sono stati rimpiazzati da Intel a metà 2007 dai chipset della famiglia Bearlake. Con Bearlake, Intel ha cambiato profondamente l'approccio alla progettazione di chipset e anche il nome commerciale. Le versioni disponibili sono molte di più, indirizzate a tutte le fasce di mercato, e il loro progetto è comune. In particolare si può individuare il successore dell'i975, nel modello X38 di Bearlake, e il successore dell'i965 nel modello P35. Tra le novità introdotte con la nuova famiglia vi sono il supporto ai primi processori Intel a 45 nm e il supporto ufficiale alle DDR3 e al BUS a 1333 MHz.